# Uvigerina
Uvigerina, en ocasiones erróneamente denominado Uvigera, es un género de foraminífero bentónico de la subfamilia Uvigerininae, de la familia Uvigerinidae, de la superfamilia Buliminoidea, del suborden Buliminina y del orden Buliminida.  Su especie tipo es Uvigerina pygmaea. Su rango cronoestratigráfico abarca desde el Ypresiense (Eoceno inferior) hasta la Actualidad.

## Discusión
Clasificaciones previas incluían Uvigerina en el suborden Rotaliina del orden Rotaliida.

## Clasificación
Se han descrito numerosas especies de Uvigerina. Entre las especies más interesantes o más conocidas destacan:
- Uvigerina pygmaea

Un listado completo de las especies descritas en el género Uvigerina puede verse en el siguiente anexo.
En Uvigerina se han considerado los siguientes subgéneros:
- Uvigerina (Hopkinsina), aceptado como género Hopkinsina
- Uvigerina (Rectuvigerina), aceptado como género Rectuvigerina
- Uvigerina (Sagrina), aceptado como género Sagrina
- Uvigerina (Siphogenerina), aceptado como género Siphogenerina
- Uvigerina (Uhligina), también considerado como género Uhligina y aceptado como Uvigerina
- Uvigerina (Uvigerinella), aceptado como género Uvigerinella
- Uvigerina (Uvigerinoides), también considerado como género Uvigerinoides, pero considerado nomen nudum